# Yannick Kraag
Yannick Kraag (Amsterdam, 16 d'octubre de 2002) és un jugador de bàsquet que juga al Joventut de Badalona. Amb 2,02 metres d'alçària, el seu lloc natural a la pista és el d'aler.

## Carrera esportiva
Va arribar al Club Joventut Badalona l'estiu de 2019 procedent de l'Orange Lions Basketball Academy dels Països Baixos, i va debutar professionalment a l'ACB l'1 de novembre de 2020 amb el Joventut.
Va ser inclòs a "El millor quintet jove" del 2023-2024 de la Lliga ACB.